# Приселци (област Варна)
Вижте пояснителната страница за други значения на Приселци.
Приселци е село в Североизточна България, област Варна, община Аврен.
Намира се на 4 км от село Близнаци, област Варна. Старото му име е Мемиш Софулар.

## География
Приселци е разположено на източните скатове на Авренското плато. През него минава главният път за гр. Бургас.

## Население
Численост и дял на етническите групи според преброяването на населението през 2011 г.:
|                     | Численост | Дял (в %) |
| Общо                | 1175      | 100,00    |
| Българи             | 1035      | 88,08     |
| Цигани              | 31        | 2,63      |
| Турци               | 18        | 1,53      |
| Други               | 23        | 1,95      |
| Не се самоопределят | 4         | 0,34      |
| Неотговорили        | 64        | 5,44      |

## История
Земеделци от Мемиш Софулар са сред най-активните уастници в метежа от 5 март 1900 г. във Варна, едно от първите стълкновения в селските бунтове против десятъка от този период.
Днешното име на селото прозилиза от заселилите се там на няколко бежански вълни хора от Източна Тракия в периода от Освобождението до 1913 година.

## Празници
За Сирни Заговезни се организира т.нар. паликош. Всяка първа неделя на юни в селото има събор с богата музикална програма и народни борби.

## Личности
- Кирил Игнатов (1913 – 1994), политик от БКП